# No Substance
No Substance är Bad Religions tionde studioalbum, släppt 5 maj 1998.

## Låtlista
1. "Hear It" (Greg Graffin) - 1:49
2. "Shades of Truth" (Greg Graffin) - 4:01
3. "All Fantastic Images" (Brian Baker/Greg Graffin) - 2:08
4. "The Biggest Killer in American History" (Greg Graffin) - 2:14
5. "No Substance" (Greg Graffin) - 3:04
6. "Raise Your Voice!" (Greg Graffin) - 2:55
7. "Sowing the Seeds of Utopia" (Greg Graffin) - 2:01
8. "The Hippy Killers" (Greg Graffin) - 3:00
9. "The State of the End of the Millennium Address" (Brian Baker/Greg Graffin) - 2:22
10. "The Voracious March of Godliness" (Greg Graffin) - 2:27
11. "Mediocre Minds" (Greg Graffin/Greg Hetson) - 1:56
12. "Victims of the Revolution" (Brian Baker/Greg Graffin) - 3:17
13. "Strange Denial" (Greg Graffin) - 3:02
14. "At the Mercy of Imbeciles" (Brian Baker/Greg Graffin/Greg Hetson) - 1:33
15. "The Same Person" (Brian Baker/Jay Bentley/Greg Graffin) - 2:49
16. "In So Many Ways" (Greg Graffin) - 3:04